# Den akademiska damkören Linnea

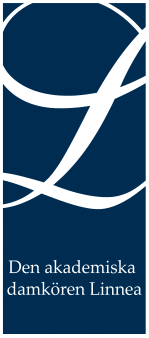
Den akademiska damkören Linneas logga

Den akademiska damkören Linnea är en damkör som är knuten till Linköpings universitet och leds av Merete Ellegaard som tillträdde 2009. Kören grundades 1997 av manskören Linköpings studentsångare som firade sitt 25-årsjubileum med att ge sig själva en damkör att sjunga tillsammans med. Kören består av ett 30-tal sångerskor och repertoaren spänner över allt från klassisk och nyskriven körmusik till populära och spexiga låtar arrangerade för damkör. Kören har sitt säte i Linköping.
Kören deltog 2023 i European Choir Games i Norrköping, där de vann i klassen Open Competition i kategorin Adult Choirs, med ytterligare ett gulddiplom i samma klass i kategorin Musica Sacra With Accompaniment. De tog även guldmedalj i klassen European Champions Competition i kategorin Musica Sacra With Accompaniment, samt silvermedalj i klassen European Grand Prix i kategorin Adult Choirs.

## Dirigenter
- 1997-2004 Hans Lundgren
- 2004-2008 Anna-Carin Strand
- 2008 Helene Ranada (tillförordnad)
- 2009- Merete Ellegaard

## Diskografi
- 2004 – Musical Engagement
- 2005 – Lucia & Magnificat
- 2013 – Fragment
- 2020 – Julstämning, tillsammans med Östgöta Kammarkör och Linköpings Studentsångare.
- 2022 – Newborn Wings